# BR 52
BR 52 var ett tyskt ånglok som tillverkades i stora serier under andra världskriget. Det var det mest producerade av de Kriegslokomotive som användes av Deutsche Reichsbahn. BR 52 var en vidareutveckling av det förkrigstida BR 50 där man hade minskat antalet delar och andelen dyrbara material för att snabba upp produktionen. Loken var konstruerade för att tåla de kalla vintrarna på östfronten bättre än de tyska förkrigsloken som haft så stora och förödande problem under vintern 1941-42. Lokomotivet konstruerades under ledning av Deutsche Reichsbahns chefskonstruktör Reichsbahnoberrat Richard Paul Wagner

## Tillverkning
Totalt kom 6719 lok att tillverkas varav mer än 6300 stycken innan Tysklands kapitulation, av sjutton olika tillverkare. För att samordna produktionen så kom de tyska tillverkarna att ställas under kontroll från Gemeinschaft Grossdeutscher Lokomotivhersteller som i sin tur var en del av Hauptausschuss Schienenfahrzeuge som grundades 1942.
| Tillverkare               | Plats           | Antal |
| ------------------------- | --------------- | ----- |
| LOFAG                     | Wien            | 1 053 |
| Henschel                  | Kassel          | 1 050 |
| Schwartzkopff             | Berlin          | 647   |
| Krauss-Maffei             | München         | 613   |
| Borsig                    | Berlin          | 542   |
| Schichau-Werke            | Elbing/Elbląg   | 505   |
| Orenstein & Koppel        | Babelsberg      | 400   |
| DWM Posen                 | Posen           | 314   |
| Oberschlesische Lokfabrik | Krenau/Chrzanów | 264   |
| Maschinenfabrik Esslingen |                 | 250   |
| Jung, Jungenthal          | Kirchen         | 231   |
| Škodaverken               | Pilsen          | 153   |
| Grafenstaden              | Strasbourg      | 139   |

## Användning i andra länder
- 100 stycken byggdes för den Rumänska statsjärnvägen
- 74 lokomotiv sändes till Norge under den tyska ockupationen, dessa behölls efter kriget som krigsskadestånd. Ett av dessa exemplar är bevarat och håller på att restaureras på Norsk Jernbanemuseum.